# Eleccions parlamentàries armènies de 1919

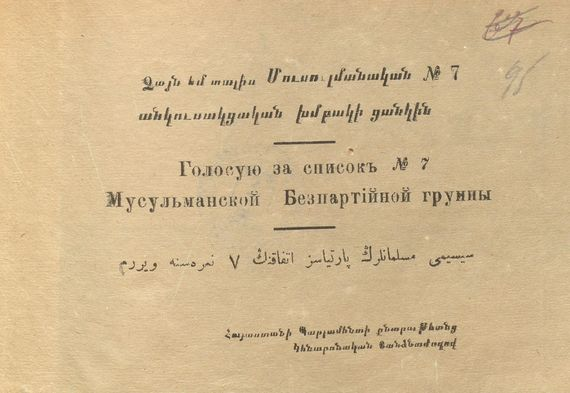
Papereta dels Independents Musulmans en tres llengües

Les eleccions parlamentàries armènies de 1919 (Հայաստանի խորհրդարանական ընտրություններ 1919) foren les primeres eleccions celebrades a la República Democràtica d'Armènia entre el 21 i el 23 de juny de 1919. El sistema electoral emprat fou el de representació proporcional amb llista de partit usant el mètode D'Hondt en una circumscripció nacional única. El resultat fou una victòria aclaparadora de la Federació Revolucionària Armènia (FRA), la qual guanyà 72 dels 80 escons disponibles. No obstant això, les eleccions foren boicotejades pels Partit Socialdemòcrata Hunchak (PSH) i el Partit Populista Armeni (PPA). La participació electoral fou del 71%. La República Democràtica Armènia finalitzà quan els bolxevics prengueren el poder l'any següent, no tornant-se a celebrar eleccions multi-partidistes fins les de 1995.
Inicialment la FRA havia guanyat 73 escons, però un aparentment en fou assignat més tard al grup musulmà, reduint el grup parlamentari de la FRA a 72 escons.

## Resultats
| Partit              | Partit                           | Vots    | %     | Escons | +/– |  |
| ------------------- | -------------------------------- | ------- | ----- | ------ | --- |  |
|                     | Federació Revolucionària Armènia | 230.772 | 88,95 | 72     | Nou |  |
|                     | Partit Socialrevolucionari       | 13.289  | 5,12  | 4      | Nou |  |
|                     | Grup Independent Musulmà         | 9.187   | 3,54  | 3      | Nou |  |
|                     | Unió Independent de Pagesos      | 4.224   | 1,63  | 1      | Nou |  |
|                     |                                  |         |       |        |     |  |
|                     | Partit Kurd                      | 1.305   | 0,50  | 0      | Nou |  |
|                     | Partit Populista Armeni          | 481     | 0,19  | 0      | Nou |  |
|                     | Partit Assiri                    | 173     | 0,07  | 0      | Nou |  |
| Total               | Total                            | 259.431 | 100   | 80     | 0   |  |
|                     |                                  |         |       |        |     |  |
| Vots vàlids         | Vots vàlids                      | n/a     | n/a   |        |     |  |
| Vots nuls           | Vots nuls                        | n/a     | n/a   |        |     |  |
| Participació        | Participació                     | n/a     | 71    |        |     |  |
| Cens                | Cens                             | 365.000 |       |        |     |  |
| Font: Nohlen et al. |                                  |         |       |        |     |  |